# 2021年P. LEAGUE+季後賽
2021年P. LEAGUE+季後賽是P. LEAGUE+（PLG）2020-21賽季季後賽，分為五戰三勝制季後挑戰賽與七戰四勝制總冠軍賽兩個階段。季後挑戰賽於2021年4月23日至5月2日展開，總冠軍賽於5月7日至5月15日進行。

## 對陣圖
|  | 季後挑戰賽 | 季後挑戰賽         | 季後挑戰賽 |  |  | 總冠軍賽 | 總冠軍賽           | 總冠軍賽 |  |
|  |            |                    |            |  |  |          |                    |          |  |
|  | 2          | 桃園領航猿         | 2          |  |  |          |                    |          |  |
|  | 3          | 福爾摩沙台新夢想家 | 3          |  |  | 1        | 臺北富邦勇士       | 3        |  |
|  |            |                    |            |  |  | 3        | 福爾摩沙台新夢想家 | 1        |  |

粗體表示系列賽贏家

## 季後挑戰賽
2021年4月30日，聯盟宣佈季後挑戰賽第五戰因2019冠状病毒病疫情由原先排定的桃園市立綜合體育館移至彰化縣立體育館舉行。
| 4月23日 19:00 |

| 詳細數據 |

| 福爾摩沙台新夢想家 102–63 桃園領航猿                       |  |                                                         |
| 每節分數： 29–11、18–15、20–14、35–23                      |  |                                                         |
| 得分： 希克斯（27） 篮板： 希克斯（19） 助攻： 李德威（5） |  | 得分： 喬登（13） 篮板： 林耀宗（9） 助攻： 關達祐（5） |
| 福爾摩沙台新夢想家以1比0搶下首勝                           |  |                                                         |

| 4月25日 17:00 |

| 詳細數據 |

| 福爾摩沙台新夢想家 86–91 桃園領航猿                      |  |                                                                 |
| 每節分數： 23–21、25–24、24–16、14–30                    |  |                                                                 |
| 得分： 希克斯（21） 篮板： 希克斯（18） 助攻： 塔克（6） |  | 得分： 喬登（21） 篮板： 戴維斯（16） 助攻： 戴維斯 / 喬登（5） |
| 桃園領航猿扳成1比1平手                                   |  |                                                                 |

| 4月28日 19:00 |

| 詳細數據 |

| 桃園領航猿 82–79 福爾摩沙台新夢想家                             |  |                                                                   |
| 每節分數： 23–24、20–24、9–19、30–12                            |  |                                                                   |
| 得分： 喬登（23） 篮板： 戴維斯（12） 助攻： 林耀宗 / 喬登（5） |  | 得分： 希克斯（21） 篮板： 希克斯（19） 助攻： 杰倫 / 楊敬敏（5） |
| 桃園領航猿以2比1聽牌                                            |  |                                                                   |

| 4月30日 19:00 |

| 詳細數據 |

| 桃園領航猿 74–103 福爾摩沙台新夢想家                    |  |                                                                   |
| 每節分數： 7–33、17–19、22–34、28–17                    |  |                                                                   |
| 得分： 喬登（26） 篮板： 林耀宗（9） 助攻： 關達祐（4） |  | 得分： 希克斯（39） 篮板： 希克斯（17） 助攻： 杰倫 / 林俊吉（8） |
| 福爾摩沙台新夢想家扳成2比2平手                          |  |                                                                   |

| 5月2日 17:00 |

| 詳細數據 |

| 福爾摩沙台新夢想家 93–91 桃園領航猿                                      |  |                                                          |
| 每節分數： 33–26、14–20、25–14、21–31                                    |  |                                                          |
| 得分： 杰倫（42） 篮板： 杰倫（11） 助攻： 希克斯 / 李德威 / 林俊吉（5） |  | 得分： 喬登（21） 篮板： 戴維斯（11） 助攻： 林耀宗（9） |
| 福爾摩沙台新夢想家以3比2挺進總冠軍賽                                     |  |                                                          |

## 外部連結
- 官方网站